# Jorge, Duque de Saxe-Altemburgo
Jorge Carlos Frederico Francisco de Saxe-Altemburgo (em alemão: Georg Karl Friedrich Franz von Sachsen-Altenburg, (24 de julho de 1796 - 3 de agosto de 1853) foi um duque de Saxe-Altemburgo.

## Família
Jorge era o quarto filho, mas segundo sobrevivente do duque Frederico de Saxe-Hildburghausen (Saxe-Altemburgo a partir de 1826) e da duquesa Carlota Jorgina de Mecklemburgo-Strelitz. Os seus avós paternos eram o duque Ernesto Frederico III de Saxe-Hildburghausen e a princesa Ernestina de Saxe-Weimar. Os seus avós maternos eram o grão-duque Carlos II de Mecklemburgo-Strelitz e a princesa Frederica de Hesse-Darmstadt.
Jorge sucedeu ao seu irmão José como duque de Saxe-Altemburgo quando este abdicou em 1848.

## Casamento e descendência
Jorge casou-se no dia 7 de outubro de 1825, em Ludwigslust, com a duquesa Maria Luísa de Mecklemburgo-Schwerin, filha de Frederico Luís de Mecklemburgo-Schwerin e da grã-duquesa Helena Pavlovna da Rússia. Tiveram três filhos:
1. Ernesto I de Saxe-Altemburgo (16 de setembro de 1826 - 7 de fevereiro de 1908), casado com a princesa Inês de Anhalt-Dessau; com descendência.
2. Alberto de Saxe-Altemburgo (31 de outubro de 1827 - 28 de maio de 1835), morreu aos 8 anos de idade; sem descendência.
3. Maurício de Saxe-Altemburgo (24 de outubro de 1829 - 13 de maio de 1907), casado com a princesa Augusta de Saxe-Meiningen; com descendência.

## Genealogia
| Jorge de Saxe-Altemburgo | Pai: Frederico de Saxe-Altemburgo             | Avô paterno: Ernesto Frederico III, Duque de Saxe-Hildburghausen | Bisavô paterno: Ernesto Frederico II de Saxe-Hildburghausen    |
| Jorge de Saxe-Altemburgo | Pai: Frederico de Saxe-Altemburgo             | Avô paterno: Ernesto Frederico III, Duque de Saxe-Hildburghausen | Bisavó paterna: Carolina de Erbach-Fürstenau                   |
| Jorge de Saxe-Altemburgo | Pai: Frederico de Saxe-Altemburgo             | Avó paterna: Ernestina Augusta de Saxe-Weimar                    | Bisavô paterno: Ernesto Augusto I de Saxe-Weimar-Eisenach      |
| Jorge de Saxe-Altemburgo | Pai: Frederico de Saxe-Altemburgo             | Avó paterna: Ernestina Augusta de Saxe-Weimar                    | Bisavó paterna: Sofia Carlota de Brandenburg-Bayreuth          |
| Jorge de Saxe-Altemburgo | Mãe: Carlota Jorgina de Mecklemburgo-Strelitz | Avô materno: Carlos II de Mecklemburgo-Strelitz                  | Bisavô materno: Carlos Luís Frederico de Mecklemburgo-Strelitz |
| Jorge de Saxe-Altemburgo | Mãe: Carlota Jorgina de Mecklemburgo-Strelitz | Avô materno: Carlos II de Mecklemburgo-Strelitz                  | Bisavó materna: Isabel Albertina de Saxe-Hildburghausen        |
| Jorge de Saxe-Altemburgo | Mãe: Carlota Jorgina de Mecklemburgo-Strelitz | Avó materna: Frederica de Hesse-Darmstadt                        | Bisavô materno: Jorge Guilherme de Hesse-Darmstadt             |
| Jorge de Saxe-Altemburgo | Mãe: Carlota Jorgina de Mecklemburgo-Strelitz | Avó materna: Frederica de Hesse-Darmstadt                        | Bisavó materna: Maria Luísa de Leiningen-Falkenburg-Dagsburg   |